# Calice (corail mou)
Pour les articles homonymes, voir Calice.

Vue générale d'un corail mou avec les principales sections

Le calice est le nom donné à l'extension bulbeuse de l'anthostèle des coraux mous qui permet au polype, lorsque celui rétracte se rétracte, d'être à l'abri.

## Composition
Le calice a une forte concentration de sclérites, ce qui rend cette zone assez dure, et donc protectrice pour le corps du polype rétracté.